# 长穗冷水花
长穗冷水花（学名：Pilea myriantha）为荨麻科冷水花属下的一个种。

## 扩展阅读
- 維基物種上的相關：长穗冷水花